# 자동차 야간 투시경

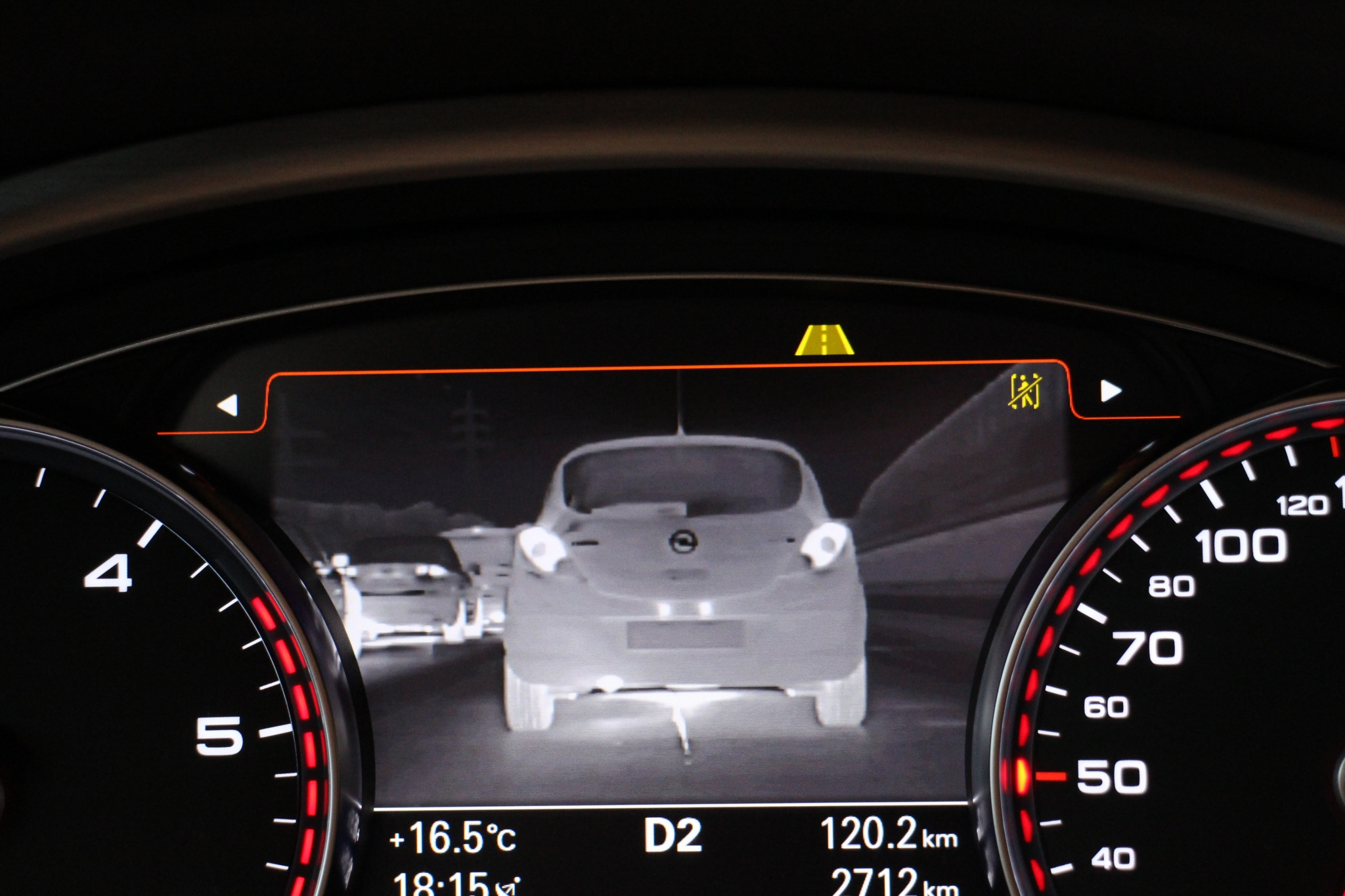
아우디 A8 야간 시력 보조 장치

자동차 야간 투시경 시스템은 열화상 카메라를 사용하여 어둠이나 악천후 속에서 차량의 헤드라이트가 닿지 않는 곳까지 운전자의 인지력과 시야 거리를 늘린다. 이러한 시스템은 일부 고급 차량의 선택 사양으로 제공된다. 이 기술은 2000년 캐딜락 드빌에서 처음 도입되었다. 이 기술은 일반적으로 영상 향상, 열화상, 능동 조명 세 가지 모드로 작동하는 전자적으로 향상된 광학 장치인 야간 투시 장치(NVD)를 기반으로 한다. 자동차 야간 투시경 시스템은 물체를 감지하고 탐지하기 위해 적외선 카메라, GPS, 라이다, 레이더 등 NVD를 조합한 것이다.

## 디스플레이 유형
- 고해상도 액정 디스플레이(LCD)를 사용하는 계기판, 최신 유형
- 내비게이션 시스템 또는 정보 화면, 가장 저렴하고 디스플레이 위치가 운전자의 시야에서 더 멀리 떨어져 있음(BMW 및 W212 E 클래스만 사용)
- 윈드실드를 통한 전방 시현기, 가장 초기 유형, 디머 노브로 밝기 조절 가능, 운전자의 시야에 가장 가까운 디스플레이

시스템에는 수동 시스템과 능동 시스템의 두 가지 유형이 있으며, 둘 다 서로 비교할 때 장단점이 있다. 수동 시스템은 도로상의 사람, 동물 및 기타 물체에서 방출되는 열복사를 감지하는 기술을 의미하며, 능동 시스템은 적외선 광원을 사용하여 상당한 거리 전방의 물체를 비춘다.

## 능동 시스템
능동 시스템은 차량에 내장된 적외선 광원을 사용하여 인간에게 보이지 않는 빛으로 전방 도로를 비춘다. 능동 시스템에는 게이티드와 비게이티드의 두 가지 종류가 있다. 게이티드 시스템은 펄스 광원과 동기화된 카메라를 사용하여 장거리(250m)와 비와 눈 속에서 높은 성능을 가능하게 한다.
근적외선 파장 0.75-1.4 µm는 더 작고 일반적인 안개 입자 사이를 통과할 수 있다. 안개 입자 크기는 일반적으로 10-15미크론이며 범위는 1-100미크론이다. 원적외선은 15마이크로미터(µm)에서 1mm의 파장을 가진다. 야간 작전 중에 원거리 게이티드 근적외선 카메라를 가진 경찰관은 최대 1.2km 거리에서 번호판을 읽을 수 있다. 근적외선(NIR) 카메라는 안개, 연무, 연기, 비를 뚫고 50km를 볼 수 있다.
- 장점: 더 높은 해상도 이미지, 무생물에 대한 우수한 화질, 따뜻한 조건에서 더 잘 작동, 더 작은 센서를 백미러에 장착 가능.
- 단점: 안개나 비 속에서 잘 작동하지 않음, 동물에 대한 대비가 낮음, 150-200미터 또는 500-650피트의 짧은 범위.

### 메르세데스-벤츠

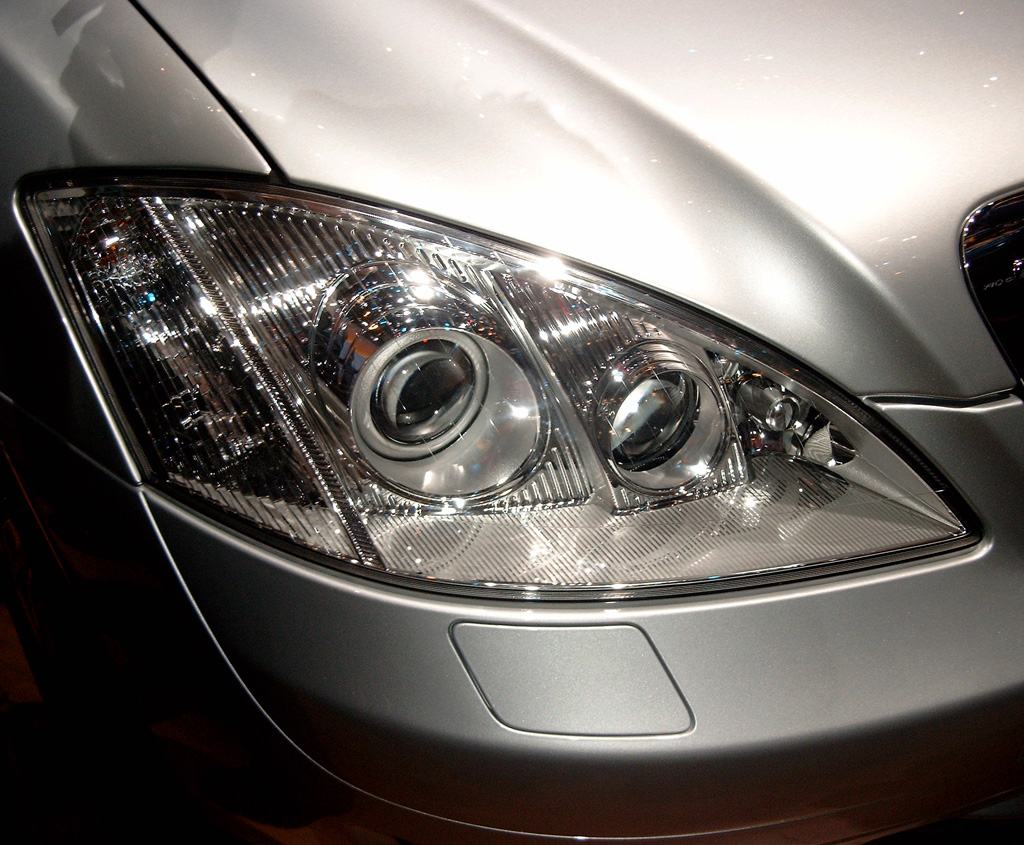
야간 시력 보조 장치 적외선 프로젝터가 바이-제논 HID 메인 헤드라이트 옆에 보임, 메르세데스-벤츠 S-클래스 (W221)

나이트 뷰 어시스트 프로토타입은 2003년 메르세데스-벤츠 F500 컨셉에서 공개되었다.
양산형 나이트 뷰 어시스트 시스템은 2005년 재설계된 메르세데스-벤츠 S-클래스 (W221)에 도입되었다. 이는 계기판의 LCD를 디스플레이로 사용한 최초의 시스템이었다.
2009년: 나이트 뷰 어시스트 플러스는 보행자 검출 기능을 추가하여 재설계된 메르세데스-벤츠 E-클래스 (W212)와 새로 단장한 S-클래스에 개정된 시스템을 적용했다. 그러나 E-클래스는 내비게이션 화면 디스플레이를 사용한다.
2011년: 스포트라이트 기능이 있는 나이트 뷰 어시스트 플러스 초연: 메르세데스-벤츠 CL-클래스 (C216)는 야간 투시경 안내 보행자 스포트라이트(HID 버전)를 장착한 최초의 양산차량이 되었다. 이는 감지하는 보행자에게 불빛을 비춰 운전자와 보행자 모두에게 경고를 준다. 불빛은 전방 차량과 마주 오는 차량이 눈부시지 않도록 조절된다.
2013년: W222 S-클래스에 동물 감지 기능이 있는 야간 시력 보조 장치 플러스.

### 토요타

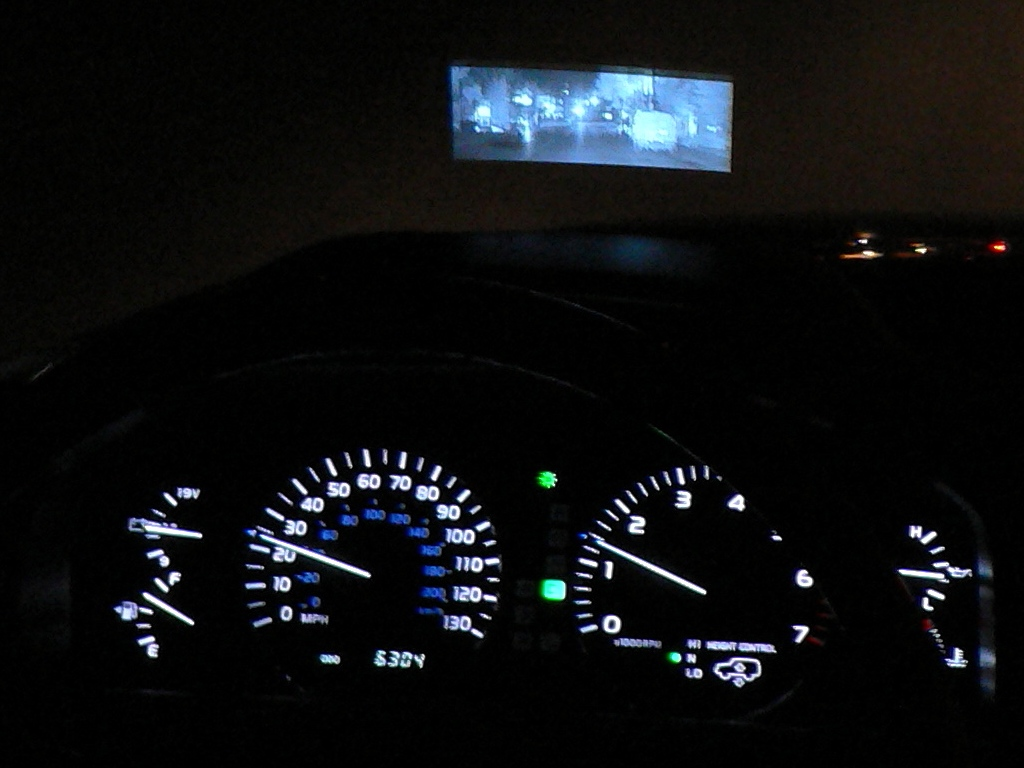
2003년 렉서스 LX 470의 나이트 뷰 시스템

2002년 토요타 나이트 뷰는 세계 최초로 양산된 능동 자동차 야간 투시경 시스템으로, 토요타 랜드크루저 시그너스 또는 렉서스 LX470에 도입되었다. 이 시스템은 차량의 하이빔 헤드라이트처럼 근적외선을 방출하는 헤드라이트 프로젝터를 사용하고, CCD 카메라가 반사된 방사선을 포착하여 컴퓨터로 처리하여 흑백 이미지를 생성하고 이를 윈드실드 하단에 투영한다.
2008년 2월 토요타 크라운 하이브리드는 보행자를 강조하는 기능을 추가했으며, 이를 운전자 앞 LCD 디스플레이에 상자로 표시한다. 이것은 능동 시스템을 위한 최초의 보행자 검출 기능이었다.
2009년, 렉서스는 LS에 나이트 뷰를 도입했지만, 일본에서만 제공되었다.
2012년 렉서스는 LS 및 GS에 나이트 뷰를 전 세계적으로 도입했다. 나이트 뷰 시스템은 윈드실드에 장착된 근적외선 카메라와 헤드램프 내의 근적외선 프로젝터를 나이트 뷰 ECU와 결합하여 전방 도로 이미지를 중앙 콘솔 디스플레이 화면에 표시한다. 이미지를 운전자 계기판 디스플레이에서 중앙 콘솔로 옮겨 운전자에게 더 큰 디스플레이와 더 쉬운 시야각을 제공한다. 카메라가 지속적으로 작동하고 시스템 효율성을 높이기 위해 10MPH 이상의 속도에서 근적외선 프로젝터가 활성화되어 야간 투시경은 차량 전방 최대 65피트까지 영역을 표시한다. 이 시스템은 2014년에 미국에서 단종되었다.

## 수동 시스템
수동 적외선 시스템은 적외선 광원을 사용하지 않고, 열화상 카메라를 사용하여 물체에서 이미 방출된 열복사를 포착한다.
- 장점: 약 300미터 또는 1,000피트의 더 넓은 범위, 살아있는 물체에 대한 더 높은 대비[3]
- 단점: 거친, 낮은 해상도 이미지, 따뜻한 날씨 조건에서 잘 작동하지 않음, 더 큰 센서

### 아우디

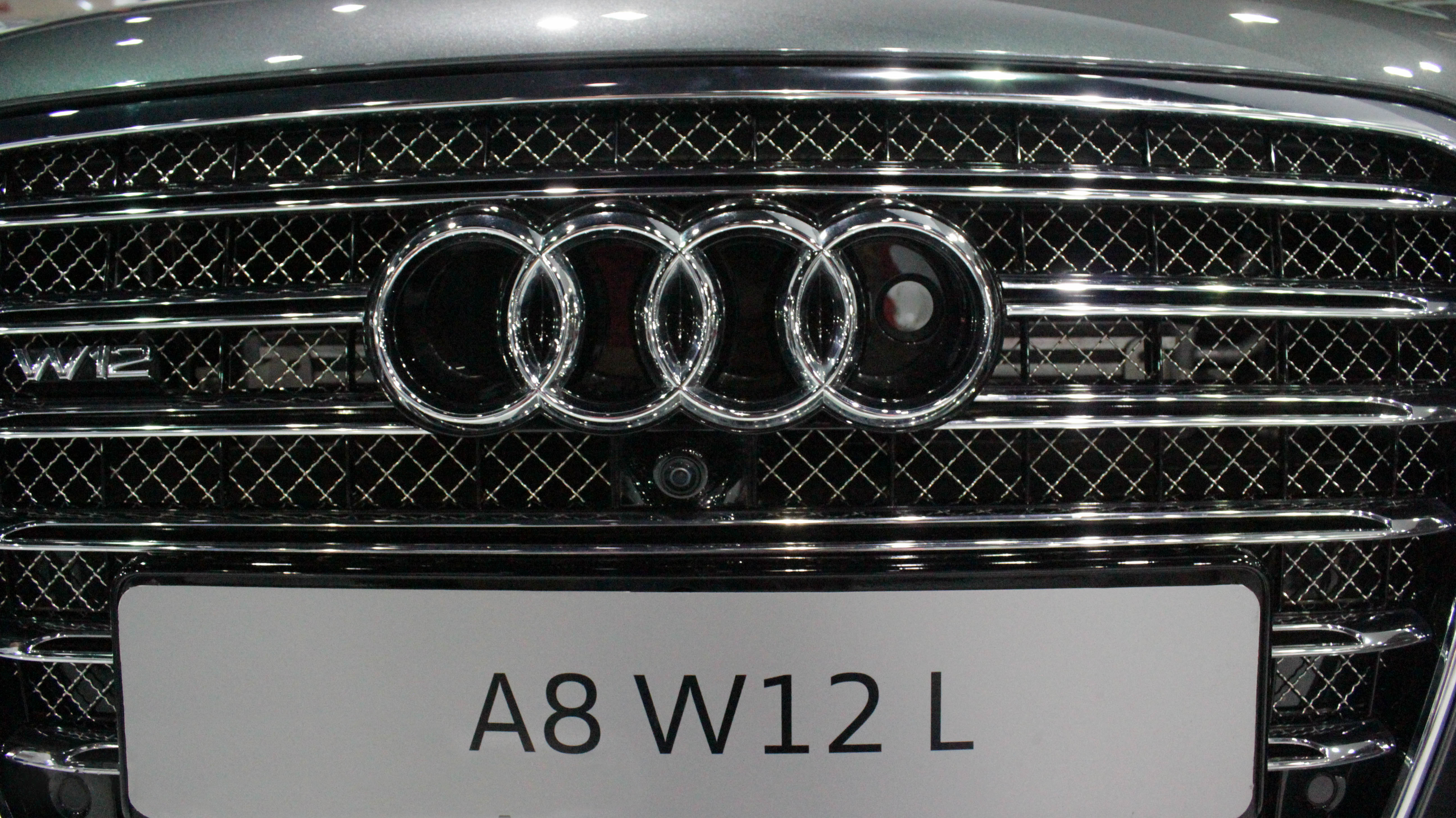
나이트 비전 어시스턴트 적외선 카메라가 아우디 A8 그릴, 오른쪽 원에 보임

나이트 비전 어시스턴트는 2010년 아우디 A8에 도입되었다. 이 시스템은 차량 전면의 네 개의 링 뒤에 있는 열화상 카메라를 사용하여 300미터(984피트) 전방을 "볼" 수 있다. 계기판의 디스플레이는 사람을 노란색으로 강조한다. 더 중요한 것은, 컴퓨터가 도로 위의 사람이 차량과 충돌할 수 있는 방식으로 움직이는지 판단할 수 있다는 것이다. 이 경우 보행자는 빨간색으로 표시되고 운전자는 청각 경고를 받는다.
2013년 업데이트에는 동물 감지 기능이 추가되었다. 그리고 보행자 마커 라이트: 야간 투시 보조 장치가 차량 전방의 위험 범위 내에서 보행자를 감지하는 즉시, 개별 매트릭스 LED가 짧게 3회 연속 깜빡여 해당 사람에게 경고를 보내고, 운전자는 그 사람을 명확하게 볼 수 있다.

### BMW
BMW 나이트 비전은 2005년 BMW 7 시리즈 (E65)에 도입되었다. 이 시스템은 원적외선 방사선을 처리하여 보행자와 동물에 더 중점을 두어 불필요한 정보를 최소화하고, 300미터 또는 거의 1,000피트의 범위를 허용하며, 헤드라이트, 도로 조명 및 유사한 강렬한 광원의 "눈부심"을 피한다.
2008년 업데이트에서는 재설계된 BMW 7 시리즈 (F01)에 보행자 감지 시스템이 추가되었는데, 이 시스템은 보행자를 감지하면 내비게이션/정보 화면과 자동차 헤드업 디스플레이에 경고 기호를 깜박인다.
2013년 업데이트에는 다이내믹 라이트 스팟이 추가되었다.
2013년 업데이트에는 동물 감지 기능이 추가되었다. 이 시스템은 실시간 비디오 이미지를 제공하며, 제어 디스플레이에는 빛의 범위 밖에 있는 열을 방출하는 사람, 동물 및 기타 물체도 표시하고 임박한 충돌이 있을 경우 경고한다. 다이내믹 라이트 스팟은 특수 헤드라이트에 의해 생성되며, 인식된 사람이나 동물에게 빛을 비춰 운전자의 주의를 가능한 위험에 일찍 집중시킨다. 원거리 적외선이 어둠 속에서 충돌 경로에 있는 보행자나 더 큰 동물을 감지하는 즉시, 시스템은 불쾌한 눈부심을 일으키지 않고 두 개의 개별적으로 제어되는 다이내믹 라이트 스팟을 그들에게 비춘다. 급박한 위험의 경우, 음향 경고 신호도 울리고 브레이크는 최대 대기 상태로 설정된다. 2014년 모델의 BMW 5 시리즈도 이러한 새로운 기능을 갖추게 된다.

### 캐딜락
2000년 캐딜락 드빌에 세계 최초로 양산된 자동차 야간 투시경 시스템: 나이트 비전이지만, 2004년에 단종되었다. 이 시스템은 레이시온과 함께 개발되었으며, 차량 그릴 뒤에 장착된 수동 적외선 센서 카메라를 사용한다. 적외선 방사선은 센서에 의해 포착되어 컴퓨터로 처리된 다음 전방 시현기를 사용하여 윈드실드에 표시된다. 정보는 흑백 이미지로 표시되며, 따뜻한 물체는 흰색으로, 차가운 물체는 검은색으로 나타난다. 이 시스템은 표준 NTSC 컴포지트 비디오 신호를 출력하고 사용된 부품을 비교적 쉽고 저렴하게 찾을 수 있어 다른 차량에 열화상 야간 투시경을 장착하는 데 인기 있는 선택이 되었다. 오랜 공백 끝에 2016년 플래그십 캐딜락 CT6에는 개선된 강화 야간 투시경 버전이 장착되었으며, 이미지는 윈드실드에 반사되는 대신 계기판에 표시되고 내장된다.

### 혼다
2004년, 혼다는 재설계된 혼다 레전드에 보행자 감지 기능이 있는 세계 최초의 시스템인 지능형 야간 투시경을 도입했다. 이 시스템은 원적외선 방사선을 감지했다. 보행자 감지 기능은 운전자에게 음성 경고를 제공하고 전방 시현기를 통해 표시되는 디스플레이에 보행자를 상자로 시각적으로 둘러쌌다. 야간 투시 시스템은 윈드실드 중앙 하단에 투영되는 별도의 전방 시현기 유형 디스플레이를 사용한다. 적외선 카메라는 광원을 필요로 하지 않으며, 소프트웨어는 사람과 같은 형상을 감지하고 이미지를 빨간색 상자로 둘러싸고 청각적 주의 경고음을 제공할 수 있다.

### 디에스 오토모빌
DS 나이트 비전은 야간에 도로 가시성을 제공한다. 전면 그릴에 있는 적외선 카메라는 최대 100m 거리에서 도로상의 물체, 보행자 및 동물을 식별한다. 디지털 계기판은 운전자에게 차량 주변 영역을 적외선으로 보여주며, 잠재적 위험 원인 주위에 노란색 선을 표시한다. 심각한 위험의 경우 선은 빨간색으로 변하여 운전자가 상황에 반응할 수 있도록 한다. DS 7 크로스백은 야간 투시경을 포함한 최초의 DS 차량이다.

### 푸조
푸조 508에는 야간에 보행자와 동물을 식별하고 운전자에게 경고하는 선택 사양 야간 투시 시스템이 있다.

## 자동차

### 능동
- 2002-2007 렉서스 LX 470 (윈드실드)
- 2009 렉서스 LS (계기판)1
- 2012 렉서스 LS (내비게이션 화면)1
- 2012 렉서스 GS (내비게이션 화면)1
- 2006 메르세데스-벤츠 CL-클래스 (C216) (계기판)1
- 2014 메르세데스-벤츠 S-클래스 (C217) (계기판)1
- 2009 메르세데스-벤츠 E-클래스 (W212) (내비게이션 화면)1
- 2010 메르세데스-벤츠 CLS-클래스 (W218) (내비게이션 화면)1
- 2006 메르세데스-벤츠 S-클래스 (W221) (계기판)
- 2013 메르세데스-벤츠 S-클래스 (W222) (계기판)1
- 2012 메르세데스-벤츠 M 클래스#3세대 (W166: 2011년–현재)1
- 2012 메르세데스-벤츠 GL 클래스 X1661
- 2012 메르세데스-벤츠 R231 SL-클래스1
- 2008 토요타 크라운 하이브리드 (계기판)1
- 2002 토요타 랜드크루저 시그너스 (윈드실드)

### 수동
- 2014 아우디 A8 (계기판)1
- 2011 아우디 A6 C7 (계기판)1
- 2010-2018 아우디 A8 D4
- 2010-2017 아우디 A7 (계기판)1
- 2018-2020 아우디 A7 (계기판)1
- 2016 아우디 Q7[37] (계기판)1
- 2005 BMW 5 시리즈 (내비게이션 화면)
- 2008 BMW 5 시리즈 (내비게이션 화면)1
- 2005 BMW 7 시리즈 (내비게이션 화면)
- 2008 BMW 7 시리즈 (내비게이션 화면)1
- 2011 BMW 6 시리즈 (내비게이션 화면)1
- 2013 BMW X5 (F15)(내비게이션 화면)1
- 2014 BMW X6 (F16)(내비게이션 화면)1
- 2009 BMW 5 시리즈 GT(내비게이션 화면)1
- 2000-2004 캐딜락 드빌 (윈드실드)
- 2016-2020 캐딜락 CT6 (계기판)1
- 2004 혼다 레전드 (윈드실드)1
- 2017 DS 7 크로스백 (계기판)1
- 2018 푸조 508 (계기판)1
- 2020 푸조 3008 & 푸조 5008 (계기판)1

1 보행자 및 동물 감지 포함

## 같이 보기
- 어댑티브 헤드램프
- 자동 상향등 헤드램프
- CCD 카메라
- 원적외선
- 적외선
- 지능형 자동차
- 근적외선 분광법
- 능동 적외선 야간 투시경
- 보행자
- 보행자 검출
- 열화상 카메라